# Les Mystères du cosmos
Les Mystères du cosmos est une série documentaire en 25 épisodes de 10 minutes, diffusée à partir du 5 avril 2000 sur La Cinquième.

## Synopsis
Cette série entraîne les téléspectateurs sur l'origine et le fonctionnement de l'univers, qui fascine les hommes depuis des décennies. Cette véritable encyclopédie audiovisuelle fait l'état des connaissances et des découvertes les plus récentes sur l'espace et l'astronomie, grâce aux images de synthèse, d'images scientifiques prises par des satellites, et d'images d'archives.

## Épisodes
1. Le roi Soleil
2. Mercure
3. Vénus
4. La planète bleue
5. La Lune
6. Mars
7. Jupiter
8. Saturne
9. Uranus et Neptune
10. Les comètes
11. Les satellites
12. Aux frontières de l'espace
13. Vivre là haut
14. Les robots de l'espace
15. Prochaine destination
16. Les pionniers de l'astronomie
17. Éclipses et aurores
18. Impact !
19. La magie de la lumière
20. La quête de la vie
21. La voie lactée
22. L'œil de Hubble
23. L'infini
24. Du big bang au big crunch
25. Plongée dans les trous noirs

## Fiche technique
- Auteur : Ives Martyn
- Réalisateur : David Taylor
- Narrateur : Patrick Floersheim
- Durée : 25 x 10 minutes
- Année de production : 1998
- Sociétés de production : System TV, York Films Limited

## Récompense
Cette série a reçu le prix du meilleur programme éducatif des Lauriers d'Or de la radio et de la télévision du Sénat en 1999.

## Vidéo
La série est sortie en 2000 en coffret cinq vidéocassettes, et en édition DVD en 2003.